# Jarosit
Jarosit je sekundární minerál s chemickým složením {\displaystyle {\ce {KFe_3^3+(SO4)2(OH)6}}}.
Pojmenovaný byl podle lokality Jaroso v jižním Španělsku. Vyskytuje se v drobných krystalech, kůrách a povlacích. Často bývá zemitý, barvy okrově žlutohnědé až tmavohnědé. Je to druhotný minerál vznikající oxidací sulfidických minerálů železa.
Často se vyskytuje na rudních ložiscích.

## Naleziště

### Česko
Hromnice, Čížová, Korozluky, Kutná Hora, Stříbro, Smrkovice u Písku, Horní Slavkov, Stříbrné Hory, Zlaté Hory a mnoho dalších.

### Svět
Fort Norman v Kanadě, Sierra Almagrena ve Španělsku, Capoliveri na Elbě, Tombstone v Arizoně, Lincoln v Nevadě, Custer v Idahu.
Jedná se také o minerál objevený roverem Opportunity na planetě Marsu. V době jeho objevení se jednalo o nejpřesvědčivější důkaz o existenci vody na jiné planetě než je Země.